# GW Большой Медведицы
GW Большой Медведицы (лат. GW Ursae Majoris) — двойная звезда в созвездии Большой Медведицы на расстоянии приблизительно 1946 световых лет (около 597 парсеков) от Солнца. Видимая звёздная величина звезды — от +9,97m до +9,48m.

## Характеристики
Первый компонент — белый сверхгигант, пульсирующая переменная звезда типа Дельты Щита (DSCT:) спектрального класса A7Ib.